# Панин, Павел Алексеевич
Павел Алексеевич Панин (1909 — 26 августа 1943) — советский военный лётчик-ас, участник Великой Отечественной войны, Герой Советского Союза (22.01.1944, посмертно). Майор (10.07.1942).

## Биография
Родился в 1909 году в Царицыне в семье рабочего базы «Нефтесиндикат». После школы трудился на нефтебазе. Обучался в Ленинградском горном институте. В 1930 году вступил в ВКП(б).
В июне 1932 года призван в Красную Армию. В декабре 1932 года окончил Военно-теоретическую школу лётчиков в Ленинграде. Затем направлен на дальнейшее обучение и в декабре 1934 году окончил 14-ю военную школу лётчиков ПВО в Энгельсе. Оставлен в ней же служить инструктором. С февраля 1936 года служил в различных лётных военных частях младшим лётчиком, штурманом. С сентября 1938 года — помощник командира 4-го истребительного авиационного полка ВВС Белорусского Особого военного округа.
С ноября 1937 по март 1938 года — участник японо-китайской войны на стороне китайских правительственных войск, выполнив 40 боевых вылетов и проведя 5 воздушных боёв (при этом многие авторы утверждают, что П. А. Панин был участником национально-революционной войны испанского народа, а другие — что он участвовал в конфликте у озера Хасан. Оба утверждения не соответствуют действительности.
В составе 4-го истребительного авиационного полка участвовал в Советско-финляндской войне (1939—1940). Летал на истребителях И-16, И-15 бис и И-153. В июне—июле 1941 года обучался на Курсах усовершенствования начальствующего состава при Военно-воздушной академии РККА.
Участвовал с июля по сентябрь 1941 года в Великой Отечественной войне, когда был назначен заместителем командира и штурманом 255-го истребительного авиационного полка (36-я истребительная авиационная дивизия ПВО, ВВС Юго-Западного фронта). В его составе участвовал в Киевской оборонительной операции. К начале сентября 1941 года полк остался практически без самолётов и был отправлен в тыл.
После завершения переформирования полк был передан в состав 5-й минно-торпедной авиадивизии ВВС Северного флота, вернувшись на фронт в мае 1942 года. Сам П. Панин за этот срок переучился с истребителя И-16 на ЛаГГ-3 и Як-1. В июле 1942 года назначен командиром полка и командовал им до дня своей гибели. Участвовал в обороне Заполярья. В начале 1943 года освоил истребитель Аэрокобра.
Командир 255-го истребительного авиационного полка (5-я минно-торпедная авиационная дивизия ВВС ВМФ, ВВС Северного флота) майор Павел Панин совершил 114 боевых вылетов, в 18 воздушных боях сбил лично 8 вражеских самолётов. За период с 1 ноября 1942 по 26 августа 1943 года авиаполк под его командованием уничтожил 87 вражеских самолётов при потере 16 своих, совершил 1038 боевых вылетов.
26 августа 1943 года был ведущим группы из шести истребителей во время прикрытия торпедоносцев. Погиб во время воздушного боя с превосходящими силами противника, сохранив все прикрываемые им торпедоносцы, обеспечив нанесение успешного торпедного удара по немецким кораблям и за мгновения до гибели сбив немецкий истребитель.
Указом Президиума Верховного Совета СССР «О присвоении звания Героя Советского Союза офицерскому составу Военно-Морского флота» от 22 января 1944 года за «образцовое выполнение боевых заданий командования на фронте борьбы с немецкими захватчиками и проявленные при этом отвагу и геройство» удостоен посмертно звания Героя Советского Союза.

## Награды
- Медаль «Золотая Звезда» Героя Советского Союза (22.01.1944, посмертно).
- Орден Ленина (22.01.1944, посмертно).
- Два ордена Красного Знамени (14.11.1938, 3.11.1942).
- Орден Отечественной войны I степени (10.09.1943).
- Орден Красной Звезды (19.05.1940).
- Орден Британской империи IV степени (Великобритания, 13.05.1944, посмертно).

## Память
- Бюст П. А. Панина, в числе 53-х лётчиков-североморцев, удостоенных звания Героя Советского Союза, установлен в посёлке Сафоново на Аллее Героев около музея ВВС СФ.
- На родине Героя — в Волгограде на здании средней школы № 7 в его честь установлена мемориальная доска[8].
- Его фамилия выбита на каменных плитах мемориала в числе 898 фамилий тех, чьих могил нет на земле, — в память летчиков, штурманов, стрелков-радистов ВВС Краснознаменного Северного флота, погибших в море в 1941—1945 гг.
- Именем П. А. Панина был назван рыболовный траулер.